# Банда Константина Замащикова
Банда атамана Константина Степановича Замащикова — вооружённое антибольшевистское формирование, действовавшее с начала 1918 по осень 1925 года на территории Заларинского района, а также некоторых других районов Иркутской области.

## Предыстория
В начале 1918 года на территории России образовывалось множество вооружённых формирований. Первая банда на территории Заларинской волости Иркутской губернии была создана большевиками. Её основателями стали Иван Зотин и Иван Мызганов, бывшие политические ссыльные, которые организовали на спиртово-водочном заводе в селе Троицк Союз батрацкой молодежи, к которому позже присоединились жители населённых пунктов Дмитриевка, Сорты и Хор-Тагна. В банду входили, в основном, дезертиры с фронта и бывшие уголовники. Была создана боевая дружина, которая вскоре осуществила захват всех предприятий села.
Недовольные этим купцы и крестьяне в ответ на действие Союза батрацкой молодёжи создали своё вооружённое формирование, руководителем которого стал купец Обрушников. В отряде были люди из Троицка, Хор-Тагны, Большой Заимки, Голумети и Алят. В их числе был и житель села Троицк Константин Степанович Замащиков, бывший прапорщик русской армии.
15 февраля 1918 года отряд Обрушникова нанёс красным сокрушительное поражение, выбив из села. Однако, на помощь им пришли бандиты из посёлка Тыреть, которые подавили выступление Обрушникова, в результате которого его отряд был расформирован. Замащиков и его соратники скрылись в таёжных лесах юга Заларинского района. Первоначально они не совершали крупных акций за исключением небольших и редких стычек с красными бандитами.

## Начало деятельности
Отряд Константина Замащикова активизировался после разгрома сил и казни Александра Колчака. По другим данным, причиной её активизации стала смерть некой Устиньи Замащиковой, возможно, приходившейся Константину женой. В этот период численность отряда достигла 30-35 человек. В сентябре 1920 года между людьми Замащикова и частью особого назначения под командованием Ивана Смолина, который также был родом из Заларинской волости, в районе деревни Чаданова завязался бой. Потери понесли обе стороны. После этого Константин Замащиков старался не вступать в открытый бой и вёл партизанскую тактику: совершал налёты, диверсии, устраивал засады. В начале 1920-х многие члены отряда умерли от тифа.

## Деятельность отряда
Весной 1922 года в школе в селе ? проходило комсомольское собрание. Кто-то из членов отряда Замащикова бросил в окно школы гранату, в результате взрыва которой погибли четверо комсомольцев.
Летом 1923 года банда совершила крупный грабёж магазина в селе Холмогой.
В 1924 году отряд Замащикова был окружён частями особого назначения под командованием Ивана Телешова. Завязался бой, в результате которого Замащиков и его люди одержали победу, а многие красноармейцы включая самого Телешова были убиты.
Также отряд Замащикова совершил ограбление кредитного товарищества и кооперативного магазина в селе Нукуты, сельпо в селе Аларь, хромового завода в улусе Зоны и др. Бандиты часто совершали казни партийных деятелей, коммунистов, комсомольцев и т. д.
В середине сентября 1925 года на разъезде Халярты остановился поезд, перевозивший зарплату служащих. В поезде был всего один вагон, в котором находились шесть человек, три из которых были вооружены. Десять членов отряда Замащикова во главе с Архипом Тараторниковым запланировали ограбление и подкрались к поезду. Тараторников забрался в поезд, взял гранату и оторвал чеку, надеясь устроить взрыв. Однако, он был замечен машинистом, и тот вытолкнул его из поезда, в результате чего граната подорвала повстанцев. Трое из них погибли, шестеро были ранены.
Банду долгое время не удавалось нейтрализовать. Константин Замащиков имел связи среди жителей Заларинской волости. Например, в деревне Каратаева жила дочь купца Надежда Галашина — невеста Константина, которая снабжала бандитов продорвольствием и осведомляла об опасности.
Когда появлялась опасность со стороны правоохранительнх органов, банда расформировывалась на небольшие группы по 2-3 человека, которые уходили в сёла или на таёжные заимки в предсаянье, где залечивали раны и вербовали новых членов.
Замащиков имел связи и в ОГПУ. Например, когда коммунисты деревни Толстый Мыс готовились к встрече с красноармейцами, по донесению разведчика Замащикова в Толстый Мыс приехали бандиты, и казнили многих членов коммунистского актива. Также известен случай, когда по донесению агента Якова Богданова, который был внедрён в Аларский отдел ОГПУ, люди Замащикова заманили в ловушку десятерых сотрудников частей особого назначения, которых позже уничтожили в результате трёхчасового боя в районе деревни Цаганово.
От властей поступали предложения амнистировать бандитов, в случае, если те добровольно сдадутся. Однако, Замащиков и его люди на предложение не соглашались.

## Гибель атамана
Осенью 1925 года для борьбы с отрядом повстанцев в Залари был направлен воинский эшелон с эскадроном ОГПУ во главе с бывшим штабс-капитаном, кавалером четырёх Георгиевских крестов и ордена Красного Знамени Петром Щетинкиным. В результате проведения следственных мероприятий был задержан житель Хор-Тагны, бывший колчаковский милиционер Аваакум, который был в банде Замащикова связным. Возле сельсовета проводилось опознание Аваакума, на которое собралось множество людей. Задержанный попросил разрешения поговорить с односельчанами и бросился в толпу, пытаясь убежать в ближайший лес. Вначале конвой не стрелял чтобы не ранить мирных жителей. Когда Аваакум уже на несколько метров приблизился к лесу, кто-то из конвоиров выстрелил ему в спину. Раненого беглеца повезли на санях в Залари. Перед смертью в бреду он произнёс слово табула.
Через короткое время было выяснено, что Иван Табула — это кубанский казак, проживавший в деревне Русь. День спустя Табула был арестован. В обмен на жизнь он пообещал указать, где скрывается Замащиков: 

Даруете мне жизнь — укажу, где зимует атаман, а нет — расстреливайте, ничего не знаю!
В конце декабря 1925 года Табула привёл чекистов в урочище Жежем на ручье Вердигуль, где на круглой горе располагалось укреплённое зимовье. Когда чекисты приблизились к избе, послышался лай собаки, и из избы вышел Константин Замащиков, который произнёс: 

Цыть! На кого ты тут лаешь?
После этого прогремел выстрел, хотя было приказано взять атамана живым. По официальной версии, в Замащикова выстрелил Табула, однако в действительности он не мог этого сделать, так как был пленным и не имел оружия. Однако, Замащиков был ещё жив и сумел заползти в избу. Он крикнул своим людям: 

Красные! К оружию!
В результате боя все повстанцы были уничтожены, в живых остался только бурят Халмагон Бурселазон. Константин Замащиков, не желая сдаваться, застрелился. Его тело возили по деревням, чтобы ни у кого не осталось сомнений в его смерти. В Иркутской губернской газете «Власть труда» была опубликована следующая заметка: 

В Заларинском районе после скоротечного боя банда Замащикова, наводившая ужас на окрестные деревни и села, была уничтожена
.

## Оценки
В советское время отряд Константина Замащикова рассматривался исключительно как банда. Однако после распада СССР мнение о нём стало меняться. Например, в 1996 году в Заларинской районной газете «Сельская новь» была опубликована статья «Бандит или герой?», где рассматривались как отрицательные, так и положительные стороны действий Замащикова и его людей.

## Легенды
Существует легенда, что где-то в таёжной части Заларинского района спрятано золото Константина Замащикова. Его поисками сразу после разгрома банды, а позже, в 1960-х, занимался в том числе и Иван Табула, предавший банду.